# یواس‌اس ال‌اس‌تی-۷۳۴
یواس‌اس ال‌اس‌تی-۷۳۴ (به انگلیسی: USS LST-734) یک کشتی است که طول آن ۳۲۸ فوت (۱۰۰ متر) می‌باشد. این کشتی در سال ۱۹۴۴ ساخته شد.